# Tumwater
Tumwater é uma cidade localizada no estado norte-americano de Washington, no Condado de Thurston.

## Demografia
Segundo o censo norte-americano de 2000, a sua população era de 12.698 habitantes.
Em 2006, foi estimada uma população de 13.593, um aumento de 895 (7.0%).

## Geografia
De acordo com o United States Census Bureau tem uma área de
26,1 km², dos quais 25,8 km² cobertos por terra e 0,3 km² cobertos por água. Tumwater localiza-se a aproximadamente 53 m acima do nível do mar.

## Localidades na vizinhança
O diagrama seguinte representa as localidades num raio de 20 km ao redor de Tumwater.